# Blato (Mljet)
Blato (tal. Blatta di Méleda) je naselje na otoku Mljetu. Smjestilo se na srednjem dijelu otoka, uz vrlo plodno, istoimeno, polje.

## Povijest
Dolaskom slavenskog stanovništva na Mljet, osnivaju se prva stalna naselja na otoku. Blato je nastalo kao treće naselje, smjestivši se uz vrlo plodno polje, koje se se nalazi u neposrednoj blizina Blatske blatine, izvora pitke vode, koja je natapakla cijelo polje i koja je dala naselju samo ime. Zbog svog odličnog položaja, Blato je u jednom trenutku bilo toliko veliko naselje da je imalo vlastitu osnovnu školu, koja danas više nije otvorena.

## Stanovništvo
Blato je oduvijek bilo jedno od većih naselja na otoku, ali zbog iseljavanja stanovništa na obalu, poglavito u naselja Ropa i Kozarica, svakim popisom stanovnika Blato bilježi pad broja stanovnika. Popisom iz 2001. godine, Blato je naseljavalo 46 stanovnika.
| broj stanovnika | 107   | 93    | 78    | 118   | 119   | 160   | 204   | 227   | 174   | 165   | 141   | 107   | 91    | 77    | 46    | 39    | 31    |
|                 | 1857. | 1869. | 1880. | 1890. | 1900. | 1910. | 1921. | 1931. | 1948. | 1953. | 1961. | 1971. | 1981. | 1991. | 2001. | 2011. | 2021. |

## Gospodarstvo
Naselje je smješteno podno vrlo visokog brda, na rubnim dijelovima iznimno plodnog polja, koje je bilo potpuno zaštićeno sa svih strana te nije bilo straha od nenadanih napada i to su bili glavni uvjeti da Blato svoje gospodarstvo temelji na uzgoju vinove loze te izlovu jegulja, koje se u zimsko vrijeme mrjeste u obližnjoj blatini. Svoje proizvode stanovništvo je izvozilo u Dubrovnik preko 4 km udaljene luke Kozarice. Danas se stanovništvo još uvijek bavi uzgojem vinove loze, ali gradnjom vodocrpilišta, postaje otočni vodovodni centar, vrlo bitan u ljetnim mjesecima.